# Golden Globe-galan 2003
Den 60:e upplagan av Golden Globe Awards, som belönade insatser inom TV och film från 2002, hölls den 19 januari 2003 från Beverly Hilton Hotel i Beverly Hills, Kalifornien.

## Vinnare och nominerade
Vinnarna listas i fetstil.

### Filmer
| Bästa film - drama | Bästa film - musikal eller komedi |
| --- | --- |
| - Timmarna - About Schmidt - Gangs of New York - Sagan om de två tornen - The Pianist | - Chicago - Om en pojke - Adaptation - Mitt stora feta grekiska bröllop - Nicholas Nickleby                                                                                        |
| Bästa manliga huvudroll - drama | Bästa kvinnliga huvudroll - drama |
| - Jack Nicholson – About Schmidt - Leonardo DiCaprio – Catch Me If You Can - Daniel Day-Lewis – Gangs of New York - Adrien Brody – The Pianist - Michael Caine – Den stillsamme amerikanen | - Nicole Kidman – Timmarna - Julianne Moore – Far from Heaven - Salma Hayek – Frida - Meryl Streep – Timmarna - Diane Lane – Unfaithful                                            |
| Bästa manliga huvudroll - musikal eller komedi | Bästa kvinnliga huvudroll - musikal eller komedi |
| - Richard Gere – Chicago - Hugh Grant – Om en pojke - Nicolas Cage – Adaptation - Kieran Culkin – Igby Goes Down - Adam Sandler – Punch-Drunk Love | - Renée Zellweger – Chicago - Maggie Gyllenhaal – Secretary - Goldie Hawn – Rocksystrar - Catherine Zeta-Jones – Chicago - Nia Vardalos – Mitt stora feta grekiska bröllop         |
| Bästa manliga biroll | Bästa kvinnliga biroll |
| - Chris Cooper – Adaptation - John C. Reilly – Chicago - Dennis Quaid – Far from Heaven - Ed Harris – Timmarna - Paul Newman – Road to Perdition | - Meryl Streep – Adaptation - Kathy Bates – About Schmidt - Queen Latifah – Chicago - Cameron Diaz – Gangs of New York - Susan Sarandon – Igby Goes Down                           |
| Bästa regi | Bästa manus |
| - Martin Scorsese – Gangs of New York - Alexander Payne – About Schmidt - Spike Jonze – Adaptation - Rob Marshall – Chicago - Stephen Daldry – Timmarna - Peter Jackson – Sagan om de två tornen | - About Schmidt – Alexander Payne och Jim Taylor - Adaptation – Charlie Kaufman och Donald Kaufman - Chicago – Bill Condon - Far from Heaven – Todd Haynes - Timmarna – David Hare |
| Bästa sång | Bästa musik |
| - "The Hands That Built America" (Bono, The Edge, Adam Clayton och Larry Mullen Jr) – Gangs of New York - "Lose Yourself" (Eminem, Jeff Bass och Luis Resto) – 8 Mile - "Die Another Day" (Madonna och Mirwais Ahmadzaï) – Die Another Day - "Here I Am" (Hans Zimmer, Bryan Adams och Gretchen Peters) – Spirit - Hästen från vildmarken - "Father and Daughter" (Paul Simon) – Den vilda familjen Thornberry - filmen | - Frida – Elliot Goldenthal - 25th Hour – Terence Blanchard - Far from Heaven – Elmer Bernstein - Timmarna – Philip Glass - Rabbit-Proof Fence – Peter Gabriel                     |
| Bästa utländska film | |
| - Tala med henne (Spanien) - Xiao cai feng (Frankrike) - Guds stad (Brasilien) - Fader Amaros synder (Mexiko) - Ingenstans i Afrika (Tyskland) - Hero (Kina) | |

### Television
| Bästa TV-serie - drama | Bästa TV-serie - musikal eller komedi |
| --- | --- |
| - The Shield - 24 - Six Feet Under - Sopranos - Vita huset | - Simma lugnt, Larry! - Vänner - Sex and the City - Simpsons - Will & Grace |
| Bästa manliga huvudroll i en TV-serie - drama | Bästa kvinnliga huvudroll i en TV-serie - drama |
| - Michael Chiklis – The Shield - Kiefer Sutherland – 24 - Peter Krause – Six Feet Under - James Gandolfini – Sopranos - Martin Sheen – Vita huset | - Edie Falco – Sopranos - Jennifer Garner – Alias - Marg Helgenberger – CSI: Crime Scene Investigation - Rachel Griffiths – Six Feet Under - Allison Janney – Vita huset                                         |
| Bästa manliga huvudroll i en TV-serie - musikal eller komedi | Bästa kvinnliga huvudroll i en TV-serie - musikal eller komedi |
| - Tony Shalhoub – Monk - Bernie Mac – The Bernie Mac Show - Larry David – Simma lugnt, Larry! - Matt LeBlanc – Vänner - Eric McCormack – Will & Grace | - Jennifer Aniston – Vänner - Bonnie Hunt – Life with Bonnie - Jane Kaczmarek – Malcolm – Ett geni i familjen - Sarah Jessica Parker – Sex and the City - Debra Messing – Will & Grace                           |
| Bästa manliga huvudroll i en miniserie eller TV-film | Bästa kvinnliga huvudroll i en miniserie eller TV-film |
| - Albert Finney – The Gathering Storm - William H. Macy – Bill Porter - Michael Keaton – Live from Baghdad - Michael Gambon – Path to War - Linus Roache – RFK | - Uma Thurman – Hysterical Blindness - Helen Mirren – Bill Porter - Vanessa Redgrave – The Gathering Storm - Shirley MacLaine – Hell on Heels: The Battle of Mary Kay - Helena Bonham Carter – Live from Baghdad |
| Bästa manliga biroll i en TV-serie, miniserie eller TV-film | Bästa kvinnliga biroll i en TV-serie, miniserie eller TV-film |
| - Donald Sutherland – Path to War - Dennis Haysbert – 24 - Bryan Cranston – Malcolm – Ett geni i familjen - Michael Imperioli – Sopranos - John Spencer – Vita huset - Bradley Whitford – Vita huset - Sean Hayes – Will & Grace - Jim Broadbent – The Gathering Storm - Alec Baldwin – Path to War | - Kim Cattrall – Sex and the City - Cynthia Nixon – Sex and the City - Megan Mullally – Will & Grace - Parker Posey – Hell on Heels: The Battle of Mary Kay - Gena Rowlands – Hysterical Blindness               |
| Bästa miniserie eller TV-film | |
| - The Gathering Storm - Taken - Live from Baghdad - Path to War - Shackleton | |

### Cecil B. DeMille Award
- Gene Hackman